# Pristimantis rosadoi
Pristimantis rosadoi es una especie de anfibio anuro de la familia Craugastoridae.

## Distribución
Esta especie habita desde el nivel del mar hasta los 800 m de altitud:
- en Ecuador en las provincias de Esmeraldas, Carchi, Imbabura y Pichincha;
- en Colombia en el departamento de Nariño y en la isla de Gorgona.[4]

## Etimología
Esta especie lleva el nombre en honor a José P. Rosado.

## Publicación original
- Flores, 1988 : Two new species of Ecuadorian Eleutherodactylus (Leptodactylidae) of the E. crucifer assembly. Journal of Herpetology, vol. 22, n.º 1, p. 34-41.[5]